# Anna Bilińska-Bohdanowicz
Pour les articles homonymes, voir Bilińska et Bohdanowicz.
Anna Bilińska-Bohdanowicz est une artiste peintre polonaise née le 8 décembre 1854 à Zlatopil (Gouvernement de Kherson, Empire russe) et morte le 18 avril 1893 à Varsovie (Royaume du Congrès, Empire russe),,.

## Biographie
Anna Bilińska est née en Ukraine (à l'époque en Empire russe) où son père pratiquait la médecine dans la région de Kiev. Michał Elwiro Andriolli lui donne ses premières leçons de dessin à Viatka. Déménageant avec sa famille à Varsovie, elle ne peut s'inscrire dans une académie des beaux-arts, les établissements étant réservés aux hommes, mais étudie le piano entre 1875 et 1877 au Institut de musique de Varsovie. À vingt ans, elle reprend cependant son apprentissage de la peinture dans une école privée, avec comme professeur Wojciech Gerson.
En 1882, elle voyage en Europe et s'installe à Paris. Elle peut alors étudier à l'Académie Julian, comme Marie Bashkirtseff et plusieurs artistes femmes, et y reçoit l'enseignement de Tony Robert-Fleury et William Bouguereau. Elle expose et remporte plusieurs prix. Elle habite rue de Fleurus jusqu'à son mariage, en 1892, où elle épouse Antoni Bohdanowicz. Les témoins majeurs étaient Ladislas Mickiewicz, Adrien Noël Hallé, et Rodolphe Julian. 
Le couple retourne à Varsovie, où Anna Bilińska-Bohdanowicz, de santé fragile, rêvait d'ouvrir une école d'art réservée aux femmes, mais elle meurt peu de temps après, d'une crise cardiaque, le 18 avril 1893.
Ses œuvres sont conservées au musée national de Varsovie et au musée national de Cracovie.

## Galerie

Œuvres d'Anna Bilińska-Bohdanowicz
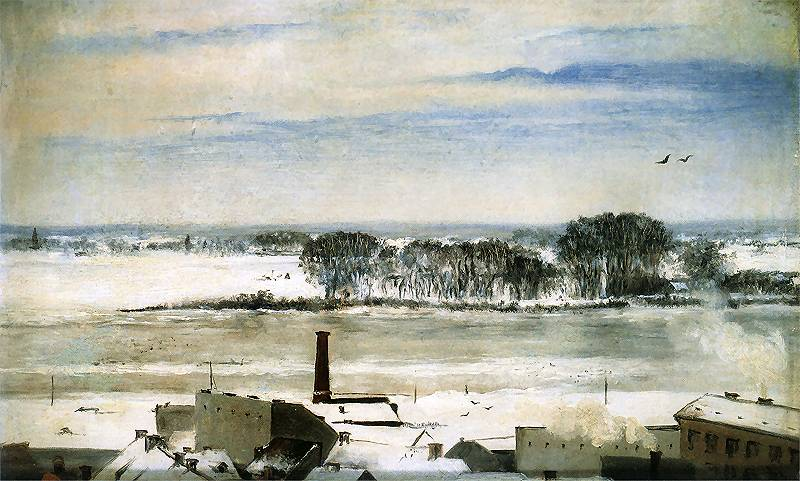
Vue du conservatoire (1877). musée national de Varsovie.
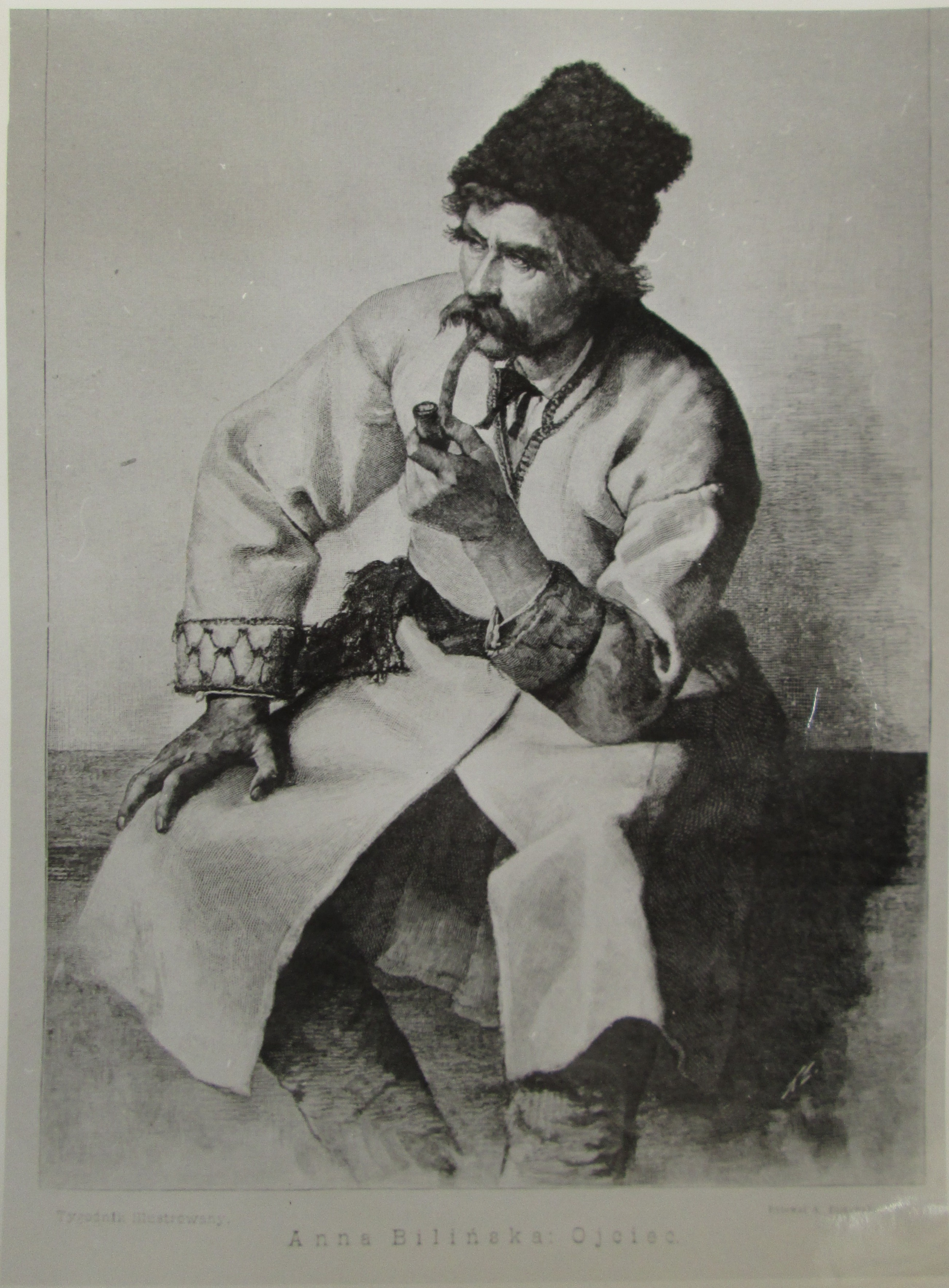
Le Père d'Anna Bilińska-Bohdanowicz (1880).
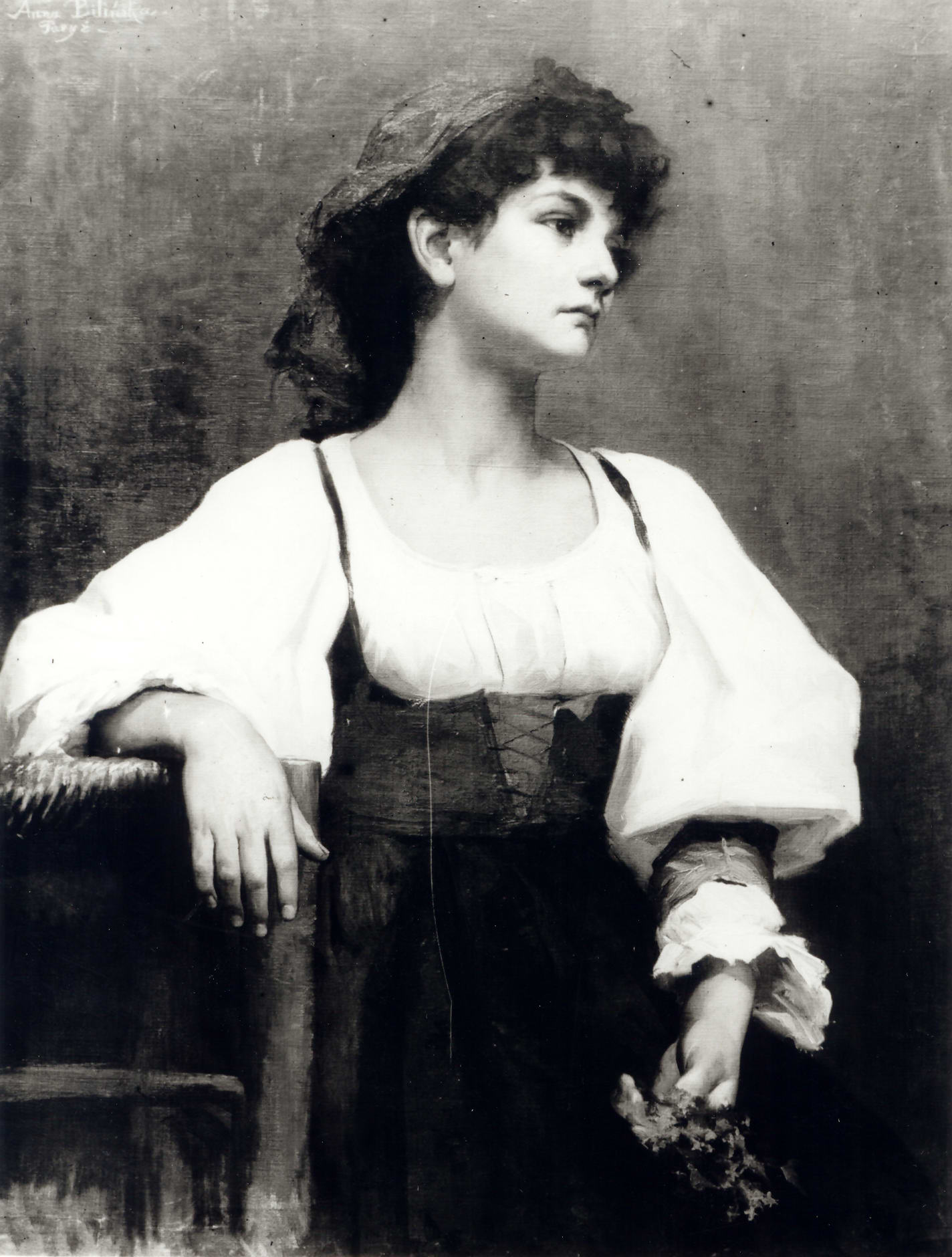
Une Italienne, localisation inconnue, œuvre saisie par les Allemands pendant la Seconde Guerre mondiale[10].
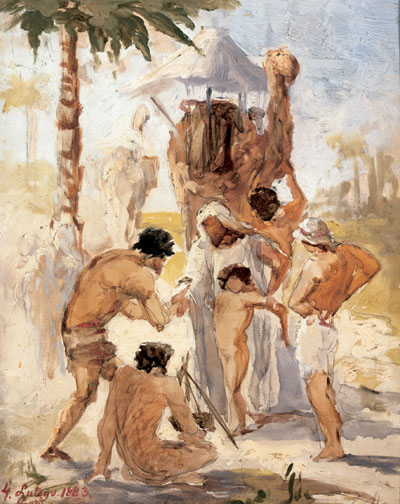
Joseph vendu par ses frères (1883), musée national de Varsovie.
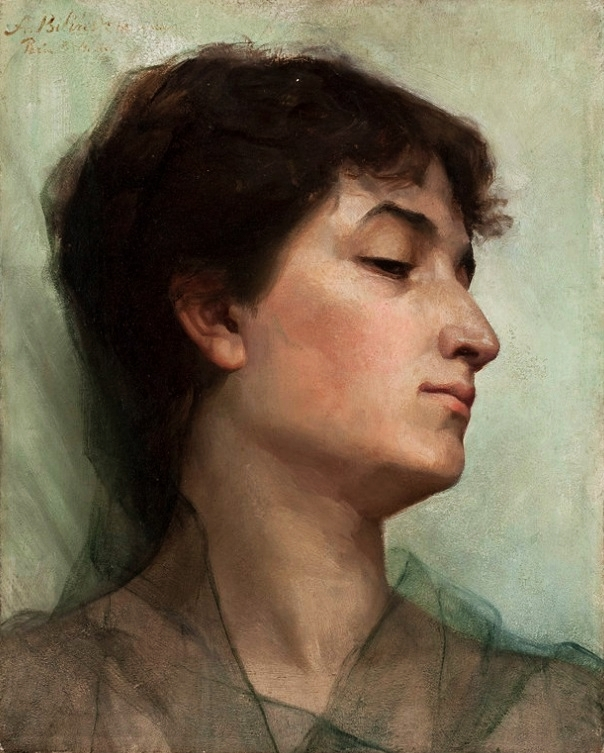
Étude d'une jeune femme (1884), musée national de Varsovie.
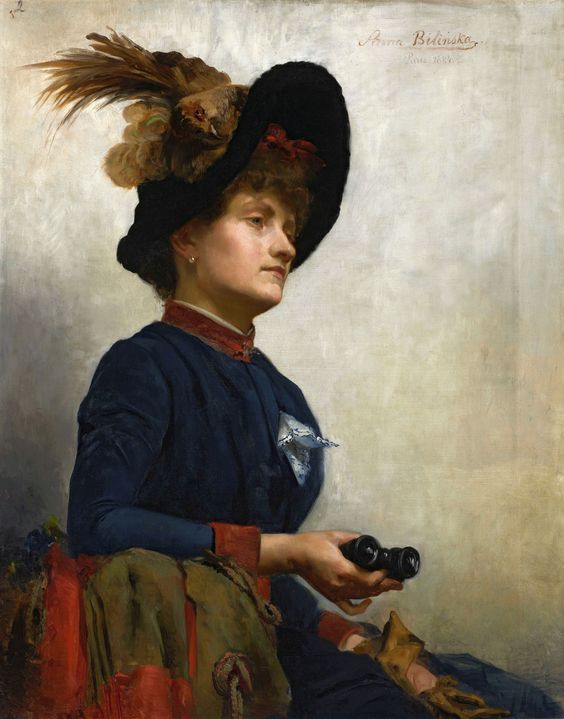
Portrait d'une dame avec des jumelles (1884), musée national de Varsovie.
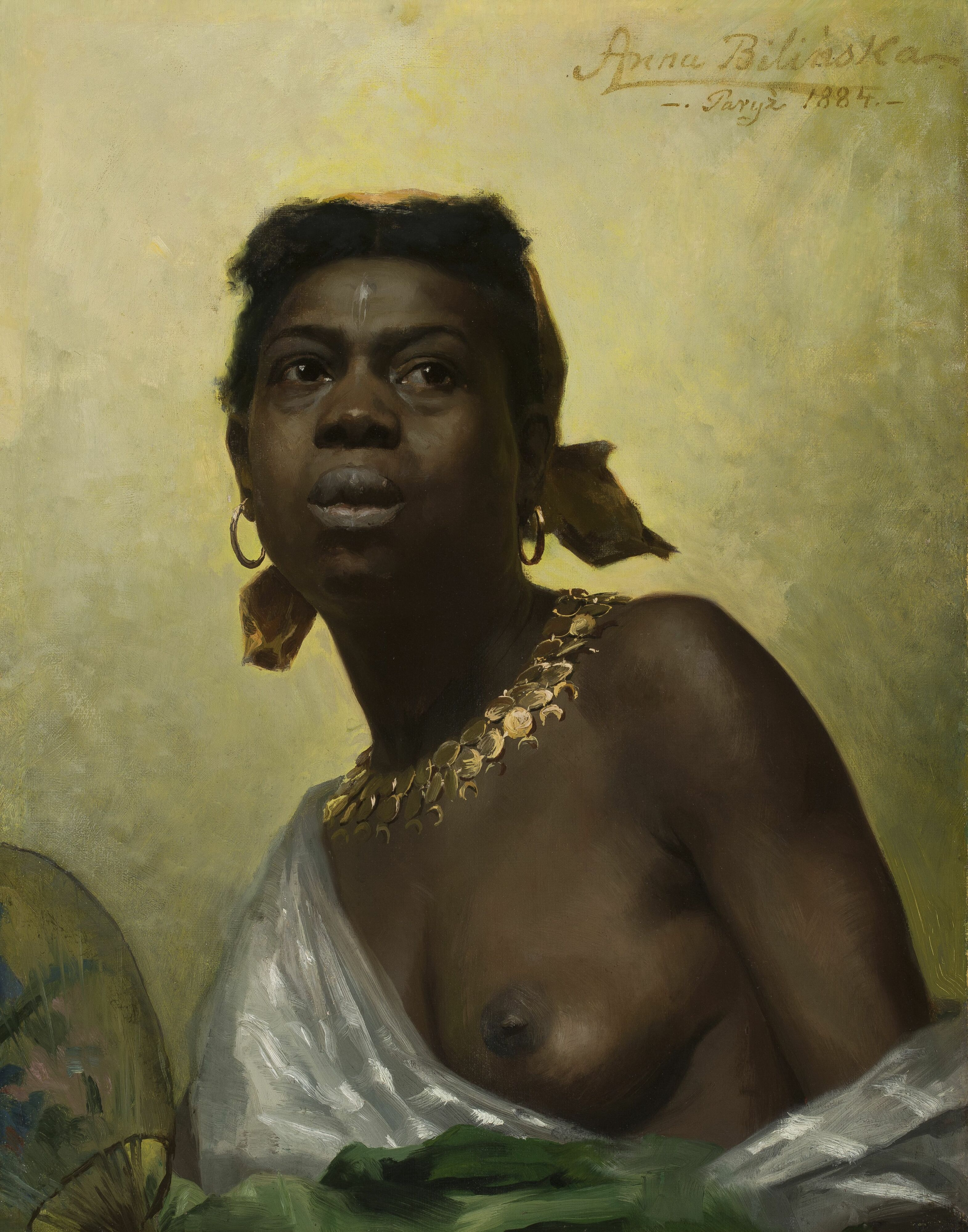
Portrait d'une femme noire, 1884, musée national de Varsovie
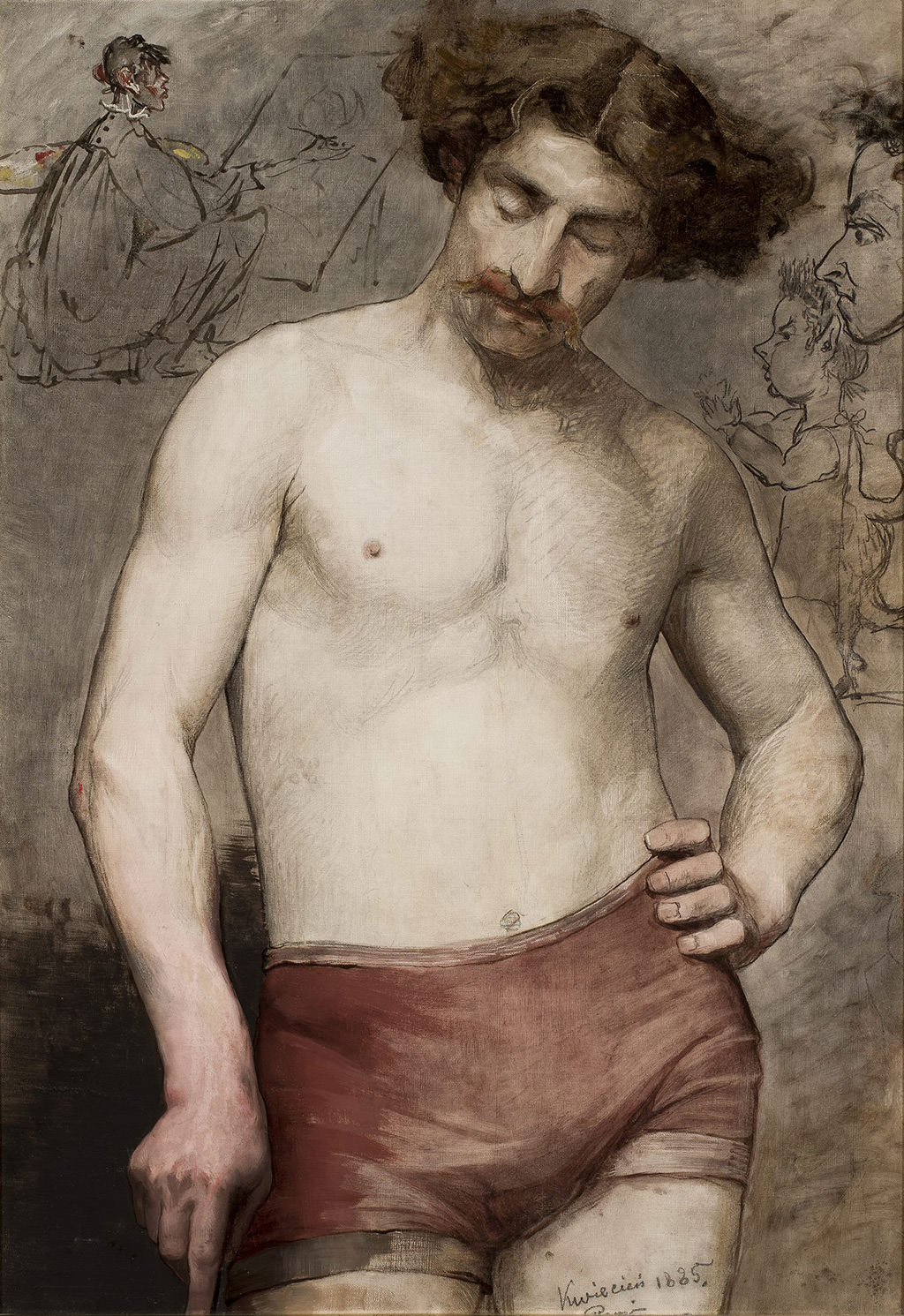
Portrait d'un homme à moitié nu (1885), musée national de Varsovie.
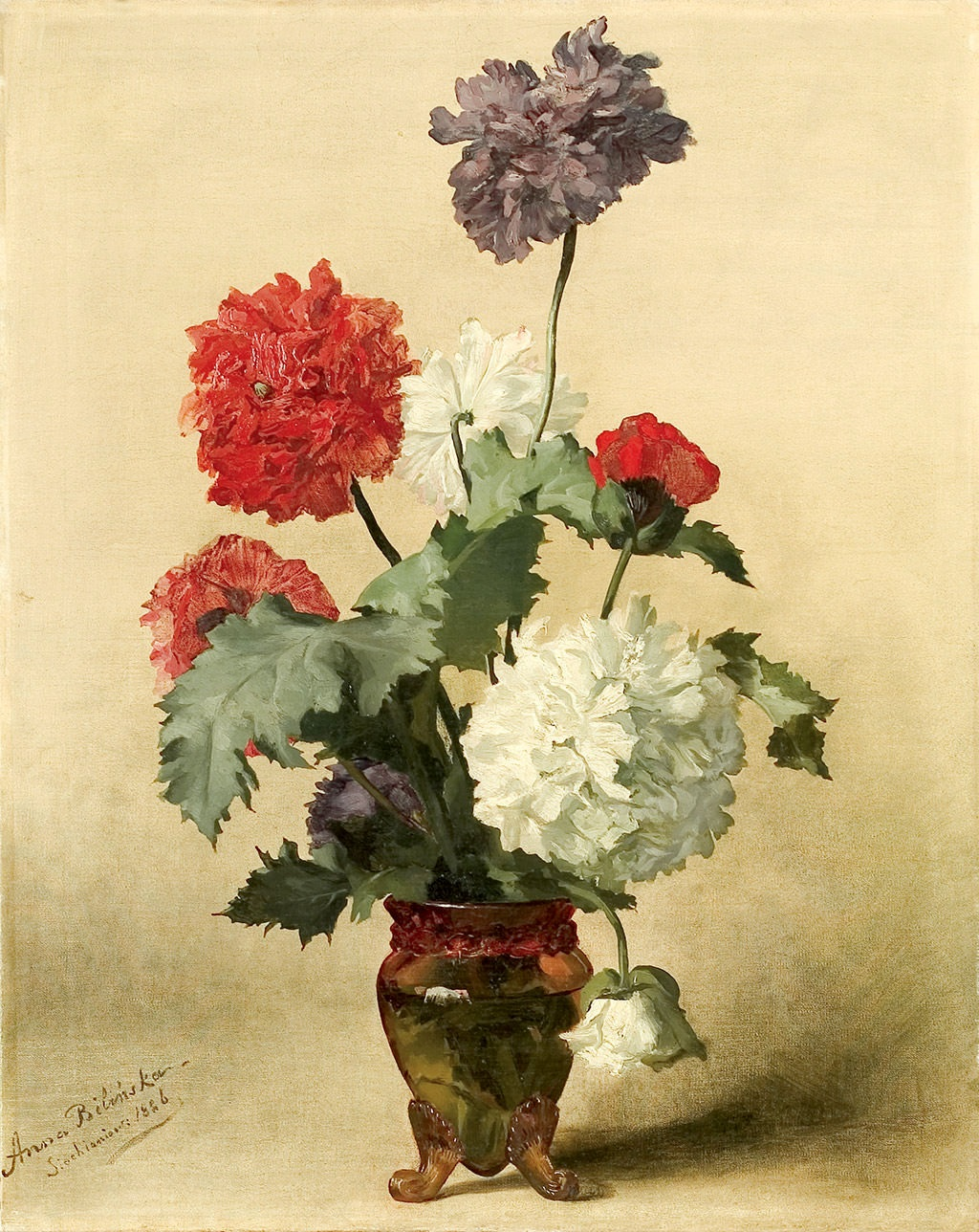
Pivoines (1886), Muzeum Podlaskie w Białymstoku (pl).
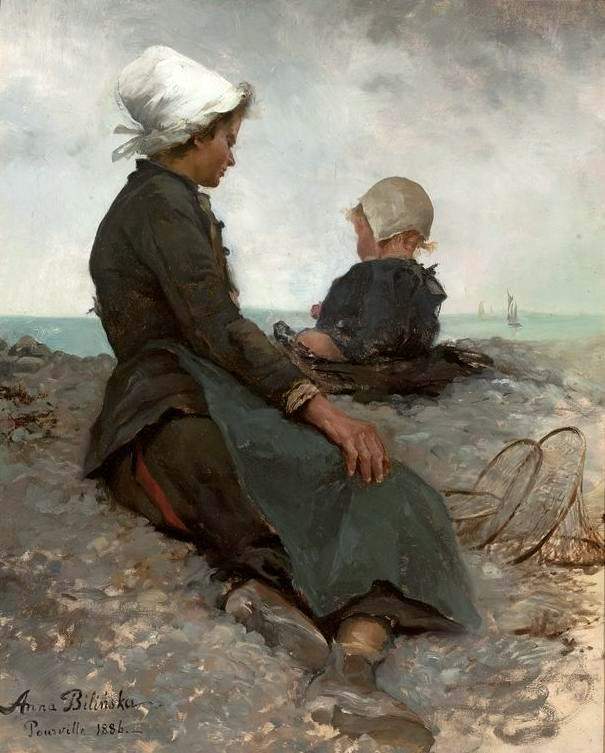
Sur le rivage (1886), musée national de Varsovie.
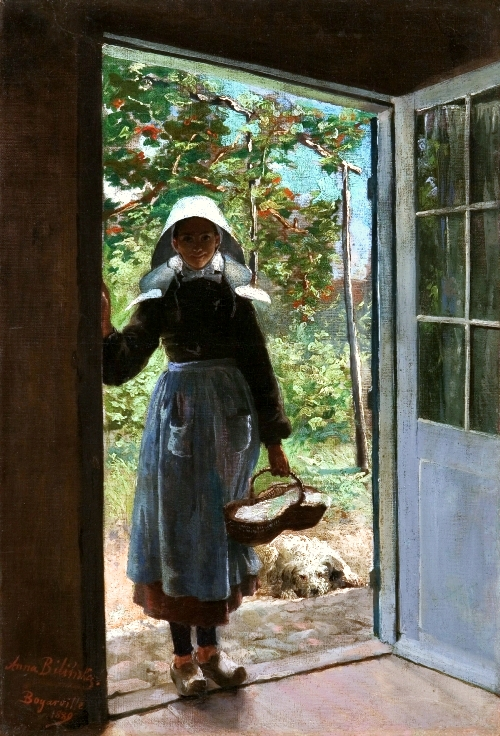
Bretonne au seuil d'une maison (1889) Musée national de Wrocław.
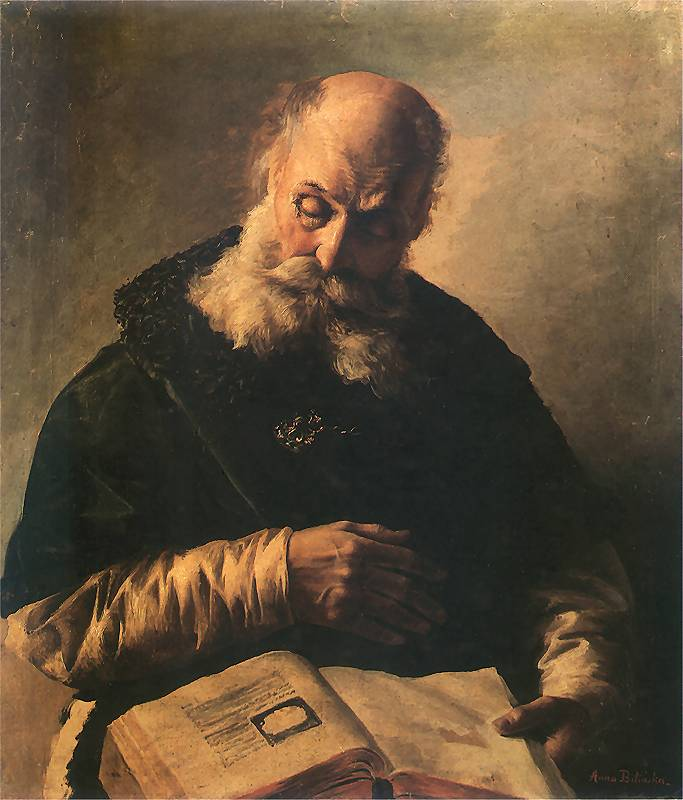
Vieil homme avec un livre, galerie d'art de Lviv.
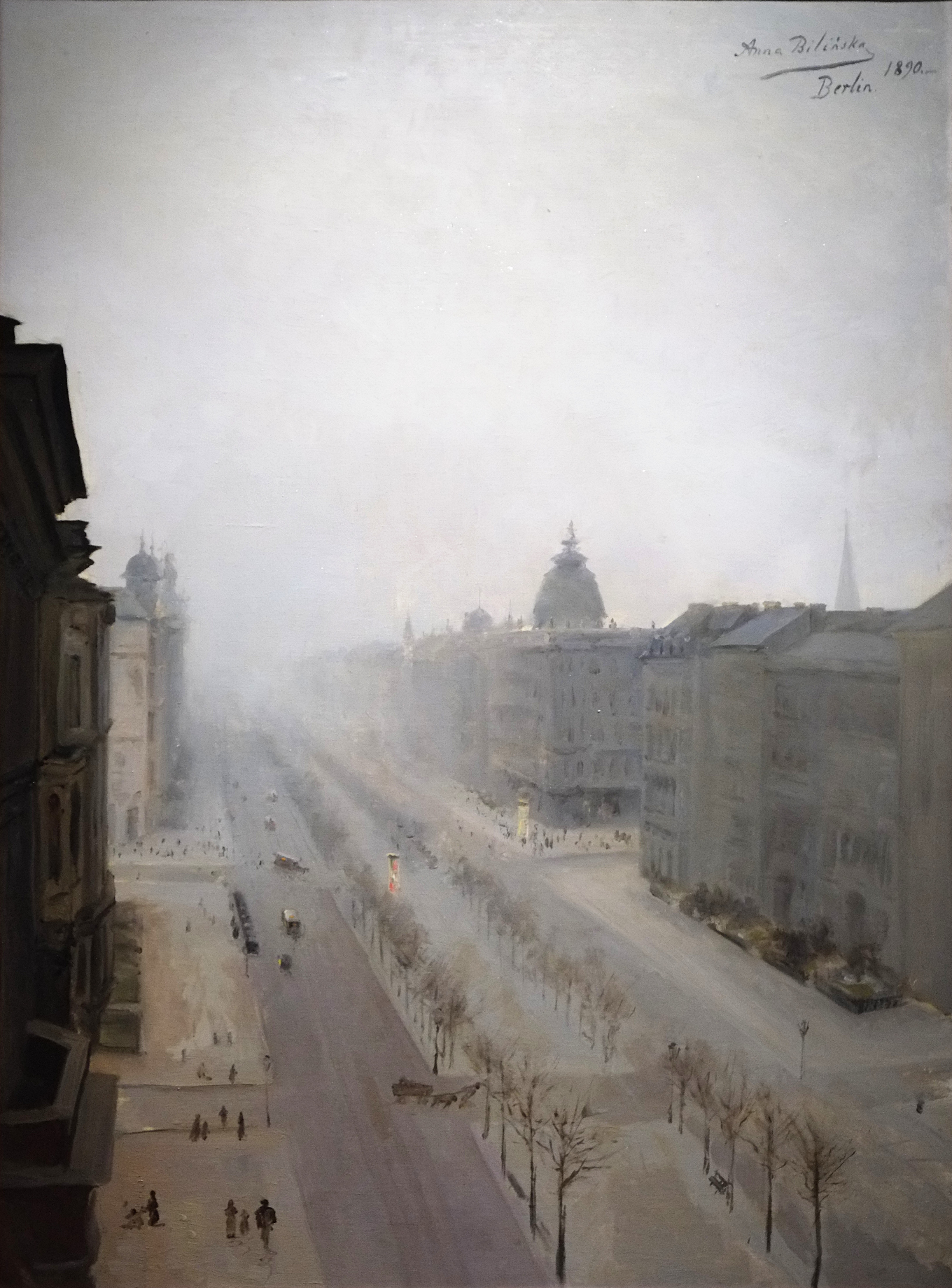
La Rue Unter den Linden à Berlin (1890), musée national de Varsovie.
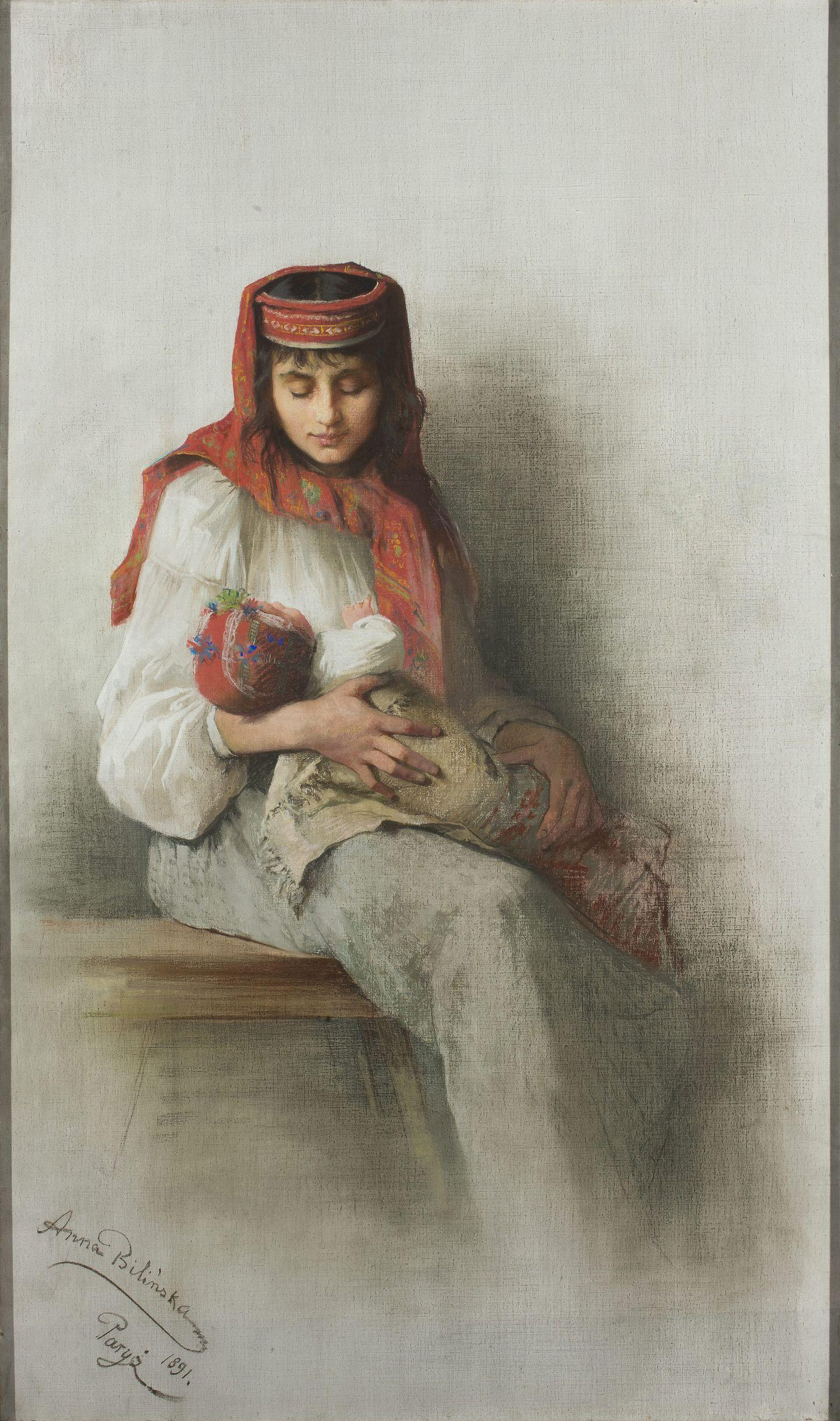
Paysanne et son enfant (1891), musée national de Varsovie.
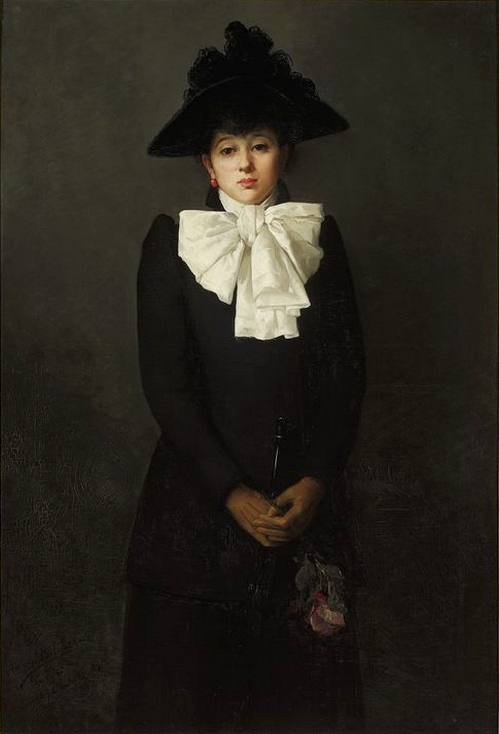
Portrait d'une jeune femme tenant une rose (Portrait de Mlle R.) (1892), musée national de Varsovie.
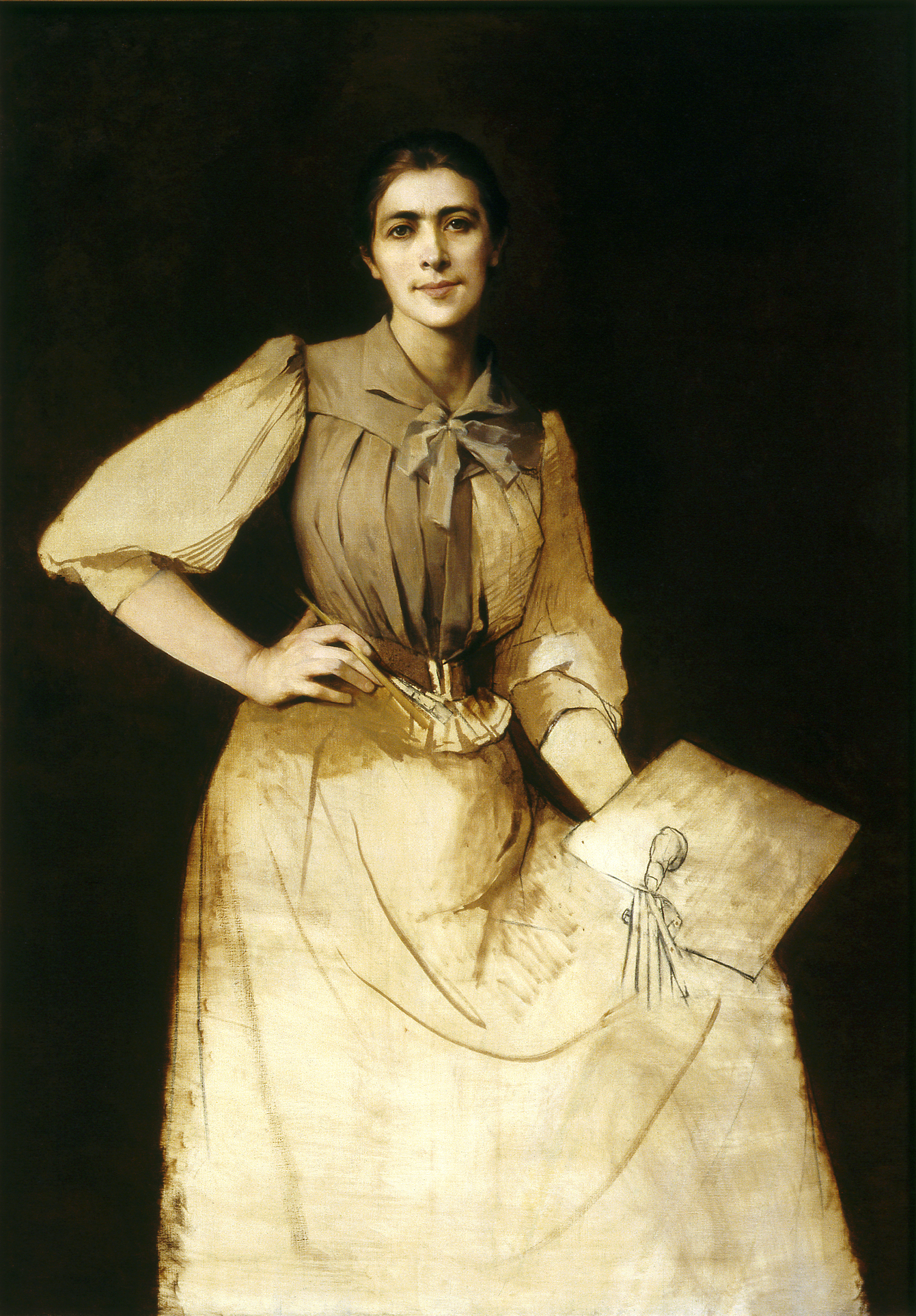
Autoportrait inachevé (1892), musée national de Varsovie.

## Distinctions
- Chevalière de la Légion d'honneur[réf. nécessaire][Quand ?]